# Samoa Americane ai Giochi della XXX Olimpiade
Le Samoa Americane hanno partecipato alle Giochi della XXX Olimpiade di Londra, che si sono svolti dal 27 luglio al 12 agosto 2012, con una delegazione di 5 atleti.
Il portabandiera nella cerimonia di apertura è stato il nuotatore Ching Maou Wei.

## Atletica leggera
| Gara        | Atleta         | Batterie | Batterie | Quarti          | Quarti          | Semifinali      | Semifinali      | Finale          | Finale          |
| Gara        | Atleta         | Tempo    | Pos.     | Tempo           | Pos.            | Tempo           | Pos.            | Tempo           | Pos.            |
| ----------- | -------------- | -------- | -------- | --------------- | --------------- | --------------- | --------------- | --------------- | --------------- |
| 100 m piani | Elama Fa'atonu | 11.48    | 7        | Non qualificato | Non qualificato | Non qualificato | Non qualificato | Non qualificato | Non qualificato |

## Judo
Maschile
| Atleta      | Evento  | Preliminari                       | 16-esimi             | Ottavi               | Quarti di finale     | Semifinali           | 1º Turno ripescaggi  | Ripescaggi Quarti    | Ripescaggi Semifinali | Finale               |
| Atleta      | Evento  | Avversario Risultato              | Avversario Risultato | Avversario Risultato | Avversario Risultato | Avversario Risultato | Avversario Risultato | Avversario Risultato | Avversario Risultato  | Avversario Risultato |
| ----------- | ------- | --------------------------------- | -------------------- | -------------------- | -------------------- | -------------------- | -------------------- | -------------------- | --------------------- | -------------------- |
| Anthony Liu | −100 kg | Jevgeņijs Borodavko P (0000–0100) | Non qualificato      | Non qualificato      | Non qualificato      | Non qualificato      | Non qualificato      | Non qualificato      | Non qualificato       | Non qualificato      |

## Lotta
Lotta Libera
| Atleta               | Evento | Qualificazione        | Ottavi               | Quarti               | Semifinale           | Ripescaggio Turno 1  | Ripescaggio Turno 2  | Finale               | Classifica      |  |
| Atleta               | Evento | Avversario Risultato  | Avversario Risultato | Avversario Risultato | Avversario Risultato | Avversario Risultato | Avversario Risultato | Avversario Risultato | Classifica      |  |
| -------------------- | ------ | --------------------- | -------------------- | -------------------- | -------------------- | -------------------- | -------------------- | -------------------- | --------------- |  |
| Nathaniel Tuamoheloa | −96 kg | Takao Isokawa P (0–5) | Non qualificato      | Non qualificato      | Non qualificato      | Non qualificato      | Non qualificato      | Non qualificato      | Non qualificato |  |

## Nuoto
Maschile
| Atleta         | Evento           | Batteria | Batteria   | Semifinale      | Semifinale      | Finale          | Finale          |
| Atleta         | Evento           | Tempo    | Classifica | Tempo           | Classifica      | Tempo           | Classifica      |
| -------------- | ---------------- | -------- | ---------- | --------------- | --------------- | --------------- | --------------- |
| Ching Maou Wei | 50m stile libero | 27.30    | 51         | Non qualificato | Non qualificato | Non qualificato | Non qualificato |

Femminile
| Atleta        | Evento            | Batteria | Batteria   | Semifinale      | Semifinale      | Finale          | Finale          |
| Atleta        | Evento            | Tempo    | Classifica | Tempo           | Classifica      | Tempo           | Classifica      |
| ------------- | ----------------- | -------- | ---------- | --------------- | --------------- | --------------- | --------------- |
| Megan Fonteno | 100m stile libero | 57.45    | 35         | Non qualificato | Non qualificato | Non qualificato | Non qualificato |